# Jinámar
Jinámar este o arie protejată (arie specială de conservare — SAC, sit de importanță comunitară — SCI) din Spania întinsă pe o suprafață de 30,7 ha, integral pe uscat.

## Localizare
Centrul sitului Jinámar este situat la coordonatele 28°01′58″N 15°24′00″W / 28.0327°N 15.4°V.

## Înființare
Situl Jinámar a fost declarat sit de importanță comunitară în octombrie 1999 pentru a proteja 1 specie de plante. Situl a fost protejat și ca arie specială de conservare în ianuarie 2010.

## Biodiversitate
Situată în ecoregiunea , aria protejată conține 2 habitate naturale: Dune de coastă fixe cu vegetație erbacee („dune gri”), Tufărișuri termo-mediteraneene și de pre-deșert.
La baza desemnării sitului se află o specie protejată de  plante: Lotus kunkelii.